# Torsten Backman
Torsten Lorentz Backman, född den 10 mars 1921 i Lidingö, död den 30 mars 1998 i Mölndal, var en svensk ingenjör. Han var bror till Stig Backman.
Backman avlade studentexamen 1940, avgångsexamen vid Kungliga Tekniska högskolan 1944 och teknologie licentiatexamen 1951. Han blev laborator vid Försvarets forskningsanstalt 1946, avdelningschef vid Svenska Flygmotor i Trollhättan 1955, överingenjör vid Tycho Roberg Aktiebolag i Göteborg 1957 och vid ingenjörfirman Petrokraft 1964. Backman publicerade artiklar i fackpress. Han vilar på Fässbergs kyrkogård.